# 天使の贈りもの (漫画)
『天使の贈りもの』（てんしのおくりもの）は、北条司による漫画短編、及びこれを表題作とした漫画短編集。
本稿では短編集を中心として記述する。読切作品の詳細については後述。

## 概要
1988年に北条司初の短編集としてジャンプ・コミックスより発行。1980年から1988年にかけて『週刊少年ジャンプ』(WJ)及び『フレッシュジャンプ』（共に集英社）において発表された初期の短編がデビュー作を含み5編収録されている。正式名称は『天使の贈りもの 北条司短編集［1］』（以下、『JC1』）。
2000年には収録作品を増やし、表題作を変えた文庫版『北条司短編集1 シティーハンター -XYZ-  』（『文庫1』）が発行されている（後述）。また同年、本作他2冊の短編集から選ばれた短編を収録した自選短編集『北条司短編集 天使の贈りもの』（『自選集』）が発行されており、こちらは本作と同じく『天使の贈りもの』を表題作としている（後述）。

### 収録作品
1. 天使の贈りもの（てんしのおくりもの）
2. おれは男だ!〔アナログ・ラプソディ〕
3. ネコまんまおかわり♡
4. シティーハンター - XYZ -
5. シティーハンター - ダブル-エッジ -

## 天使の贈りもの
『WJ』1988年34号に掲載。31ページ。『JC1』・『文庫1』・『自選集』に収録されている。
『JC1』及び『自選集』で表題作となっており、『JC1』収録作品の中では一番新しい作品。妻から聞いた娘や近所の子供達の話をヒントとして出来上がった作品で、突如現れた女児に振り回される幼馴染みの男女を描いたラブコメディ。

### あらすじ
ロイヤルロマンスを夢見る瀬口将宏はその第一歩として今年のミス青葉大女王とのデートを取り付ける。しかし、将宏の事をパパと呼ぶ女児あんなが突然現れて付きまとい、デートは失敗に終わってしまう。さらにあんなは将宏が最も恋愛対象外としている幼馴染みの杏子をママと呼び、3人で一緒に行動する事となってしまい……。

### 登場人物
瀬口 将宏（せぐち まさひろ）
青葉大学に通う大学4年生。好きな映画は『ローマの休日』でロイヤルロマンスを夢見る。
杏子（きょうこ）
将宏の幼馴染み。生まれてからずっと隣同士で小学校から大学までずっと学校も一緒。
あんな
将宏がラッシュの人ごみから出るとどこからかくっついて来た3歳の女児。将宏をパパと呼び、杏子をママと呼ぶ。
彩子（あやこ）
将宏がデートの約束をとりつけた女性。学園祭でミス青葉大女王となっている。

## おれは男だ!
副題は「アナログ・ラプソディ」。『WJ』1980年8月増刊号に掲載。31ページ。『JC1』・『文庫1』に収録されている。
作者のデビュー作であり、突如同じ建物で生活する事になった男子寮と女子寮の面々を描いた青春漫画。

### あらすじ
男達男子高校（おとこだてだんしこうこう）と聖カロライナ学園（セントカロライナがくえん）で同時期に寮の立て替えを行なう事になり、両校の寮生は寮の立て替えの間、廃校となった小学校を合同寮として一緒に生活する事となった。当初は互いを「時代錯誤」、「西洋かぶれ」と馬鹿にし合い反目し合っていたものの、一ヶ月程でほとんどの人間は打ち解る。しかしリーダー格同士が打ち解けず……。

### 登場人物
大和 翔（やまと しょう）
男達男子高校の寮生でリーダー格。時代錯誤な日本男児で小学生時のトラウマによって女性不信となっている。
岩崎 夕子（いわさき ゆうこ）
聖カロライナ学園の寮生でリーダー格。
誠（まこと）・渡（わたる）・洋（ひろし）
男達男子高校の寮生達。最初は反目し合いながらもアイたちと打ち解けるが、大和には頭が上がらない為に影で親交を深めていた。
アイ・ミッコ・アサコ
聖カロライナ学園の寮生。最初は反目し合いながらも誠たちと打ち解ける。
西村（にしむら）
合同寮の寮母。

## ネコまんまおかわり♡
『WJ』1986年06号に掲載。45ページ。『JC1』・『文庫1』・『自選集』に収録されている。『JC1』では最後のハートの表記は白抜きの♡だが、『自選集』では黒塗りの♥となっている。
ネコを主人公とした『鶴の恩返し』のパロディ作品。

### あらすじ
貧乏写真家・森山裕一は明日の生活の為にと大物政治家スキャンダルをスクープしようとするも、ビルの屋上から放り出されて来たネコを助けたが為に失敗してしまう。翌日、餓死寸前強盗の決心をした裕一の前に昨日の助けたネコの飼い主だと言う女性が現れ……。

### 登場人物
森山 裕一（もりやま ゆういち）
貧乏写真家。大物政治家角中丸栄のスキャンダルをスクープしようとしていた所にビルの屋上から放り出されてきたミャアを助ける。
ミャア / 美久（みく）
裕一に助けられたネコで美久は人間に化けた時の名前。命を助けてくれた裕一の前に人間の姿で現れ恩返しをする。
犬山 紀真（いぬやま きしん）
有名写真家。美久の手引きで無断でスタジオに入り込んでいた裕一の写真を見てその才能を見抜き、以降スタジオを自由に使う許可を与え、裕一をカメラマンとしての成功に導く。

## シティーハンター
連載版の『シティーハンター』のプロトタイプに当たる作品で、『WJ』1983年18号に愛読者賞用の読切として掲載された「シティーハンター - XYZ -」（45ページ）と『フレッシュジャンプ』1984年2月号に掲載された「シティーハンター - ダブル-エッジ -」（33ページ）の2本が存在。共に『JC1』・『文庫1』の他『シティーハンター完全版』Z巻（徳間書店）にも収録されている。『XYZ』は『文庫1』の表題作となっている。

## 文庫版
表題作を変え、『北条司短編集1 シティーハンター -XYZ-』のタイトルで2000年に『北条司短編集2 少年たちのいた夏 〜Melody of Jenny〜 』（『文庫2』）と同時に発行。『JC1』・『桜の花 咲くころ 北条司短編集［2］』（『JC2』）・『少年たちのいた夏 〜Melody of Jenny〜 北条司短編集［3］』（『JC3』）の3冊に収録されている短編をこの2冊に収録したため、『JC1』収録作品だではなく『JC2』収録作品も2編収録されている。

### 収録作品
タイトルの後ろの括弧内はJC版の収録巻。作品の詳細については『JC1』収録作品は上記、『JC2』収録作品は『桜の花 咲くころ』を参照。
- おれは男だ!〔アナログ・ラプソディ〕 (JC1)
- シティーハンター - XYZ - (JC1)
- シティーハンター - ダブル-エッジ - (JC1)
- ネコまんまおかわり♡ (JC1)
- 天使の贈りもの (JC1)
- 少女の季節 -サマードリーム- (JC2)
- 桜の花 咲くころ（さくらのはな さくころ） (JC2)

## 自選短編集
『JC1』とは順序が逆の『北条司短編集 天使の贈りもの』のタイトルで、SCオールマンのレーベルより愛蔵版として2000年に発行。A5版のプラスチック製の箱入りで、推理作家の二階堂黎人による作品解説ブックレット付き。
北条司の漫画家生活20周年記念の自選短編集で、『JC1』・『JC2』・『JC3』の3冊に収録されている短編から6編が選ばれ収録されている。

### 収録作品
各作品の詳細についてはそれぞれの作品が元々収録されていた短編集の記事（上記及び、『JC2』・『JC3』）を参照。タイトルの後ろの括弧内は元々の収録短編集に対応している。
1. ファミリー・プロット (JC2)
2. 天使の贈りもの (JC1)
3. 桜の花 咲くころ (JC2)
4. ネコまんまおかわり♥ (JC1)
5. 少女の季節 〜サマードリーム〜 (JC2)
6. 少年たちのいた夏 〜Melody of Jenny〜 (JC3)

## 書誌情報
全て著者は北条司で発行は集英社。
- 『天使の贈りもの 北条司短編集［1］』〈ジャンプ・コミックス〉1988年11月15日発行、ISBN 4-08-871268-4
- 『北条司短編集1 シティーハンター -XYZ-』〈集英社文庫〉2000年1月18日発行、ISBN 4-08-617304-2
- 『北条司短編集 天使の贈りもの』〈SCオールマン愛蔵版〉2000年10月3日発行、ISBN 4-08-782597-3